# Évelyne Bouix
Ne doit pas être confondu avec Evelyne Buyle.
Évelyne Bouix est une actrice française, née le 22 avril 1953 à Charenton-le-Pont, alors dans le département de la Seine.

## Biographie
Évelyne Bouix grandit à Yerres, alors en Seine-et-Oise. De 1974 à 1976, elle étudie le théâtre à l'École de la rue Blanche à Paris.

### Vie privée
Durant les années 1980, elle vit avec le réalisateur Claude Lelouch et joue dans ses films. De leur union naît en 1983 l’actrice Salomé Lelouch.
Compagne de l'acteur Pierre Arditi depuis 1986, elle l'épouse le 31 mai 2010 dans le 6e arrondissement de Paris.

## Filmographie

### Cinéma
- 1976 : René la Canne de Francis Girod
- 1979 : Bobo Jacco de Walter Bal : Lise
- 1979 : Rien ne va plus de Jean-Michel Ribes : Josyane
- 1980 : Alors... Heureux ? de Claude Barrois : Évelyne Lambert
- 1980 : Haine de Dominique Goult : la serveuse
- 1981 : Les Uns et les Autres de Claude Lelouch : Évelyne/Edith
- 1982 : Les Misérables  de Robert Hossein : Fantine
- 1983 : Édith et Marcel de Claude Lelouch : Édith Piaf/Margot de Villedieu
- 1984 : Viva la vie de Claude Lelouch : Sarah Gaucher
- 1984 : Ni avec toi ni sans toi d'Alain Maline : Mathilde
- 1985 : Partir, revenir de Claude Lelouch : Salomé Lerner
- 1986 : Un homme et une femme : Vingt ans déjà de Claude Lelouch : Françoise
- 1989 : Radio Corbeau d'Yves Boisset : Françoise
- 1990 : Bienvenue à bord ! de Jean-Louis Leconte : Émilie
- 1992 : Ben Rock de Richard Raynal : Blanche
- 1992 : Le Ciel de Paris de Michel Béna : Clothilde
- 1993 : Tout ça… pour ça ! de Claude Lelouch : Marilyne Grandin
- 1996 : Beaumarchais, l'insolent d'Édouard Molinaro : Madame Vigée Lebrun
- 1997 : Temps de chien de Jean Marbœuf : la fée Carabosse
- 2003 : Remake de Dino Mustafic : Katrin Leconte
- 2008 : Musée haut, musée bas de Jean-Michel Ribes : Nina Paulin
- 2009 : Mensch de Steve Suissa : Brigitte

### Télévision

#### Téléfilms
- 1977 : On ne badine pas avec l'amour : la choriste
- 1979 : Jean le Bleu d'Hélène Martin : Louisa
- 1979 : Le temps d'une miss de Jean-Daniel Simon : Isabelle
- 1980 : Comme le temps passe d'Alain Levent : Charlotte
- 1980 : La Falaise aux corneilles de Franck Appréderis : Marie-Catherine
- 1986 : Un métier du seigneur d'Édouard Molinaro : Claire
- 1989 : Une Saison de feuilles de Serge Leroy : Violaine
- 1990 : Duo de Claude Santelli : Alice
- 1991 : Coup de foudre : Suzanne
- 1991 : Les gens ne sont pas forcément ignobles : Cécile
- 1991 : Les Cahiers bleus de Serge Leroy : Odile Langlois
- 1991 : Piège pour femme seule de Gérard Marx : Juliette/Camille
- 1991 : La Femme des autres de Jean Marbœuf : Anna Morignac
- 1993 : Lucas de Nadine Trintignant : Isabelle
- 1995 : Il grande Fausto (it) d'Alberto Sironi
- 1995 : L'Impossible Monsieur Papa de Denys Granier-Deferre : Audrey Delubac
- 1995 : Ce que savait Maisie d'Édouard Molinaro : Ida
- 1997 : Le Prix de l'espoir de Josée Yanne : Christine
- 1998 : Une clinique au soleil (Titre d'abord envisagé : La Passion du docteur Bergh) de Josée Dayan : Marie Letechin
- 2000 : Un morceau de soleil de Dominique Cheminal : Maud
- 2000 : Chacun chez soi d'Élisabeth Rappeneau : Félice
- 2000 : La Caracole de Marco Pauly : Marie
- 2001 : L'Île bleue de Nadine Trintignant : Lily
- 2001 : Jalousie de Marco Pauly : Muriel
- 2010 : Les Méchantes de Philippe Monnier : Léonide de Saint-Robert
- 2011 : Les Belles-sœurs de Gabriel Aghion : Christelle
- 2017 : Quelque chose a changé de Jacques Santamaria : Juliette
- 2019 : Moi, grosse de Murielle Magellan : Monique
- 2023 : Les Secrets du Finistère (La Disparue de Douarnenez) de François Basset et Anne Péjean : Morgane Ledantec
- 2024 : Le Chant des sirènes de Jean-Marc Thérin : Morgane Ledantec
- 2024 : Panique au 31 de Gaël Leforestier : Corinne

#### Séries télévisées
- 1970 et 1976 : Au théâtre ce soir: une invitée / Odette
- 1979 : Médecins de nuit de Bruno Gantillon, épisode : Léone: Reine
- 1980 et 1984 : Cinéma 16: Isabelle / Zita
- 1983 : Les Uns et les Autres: Évelyne/Edith
- 1988 : Médecins des hommes : Hélène
- 1988 : Rausch der Verwandlung : Christine Hoflehner
- 1988 : Haute Tension : Laura
- 1989 : Palace : une choriste
- 1989 : Sentiments de Serge Leroy : Violaine
- 1989 : Les Grandes Familles d'Édouard Molinaro : Sylvaine Dual
- 1993 : Regards d'enfance d'Olivier Langlois : Florence
- 1995 : Passeur d'enfants : Laura (épisode L'Enfant de Cuba)
- 2000 : Passeur d'enfants : Laura (épisode Passeur d'enfants à Lisbonne)
- 2005 : Les Cordier, juge et flic (épisode Copie conforme) : Sylvia Leroi
- 2006 : L'Empire du Tigre de Gérard Marx : Margaux
- 2008 : Chez Maupassant de Gérard Jourd'hui : Madame de Méroul
- 2009 : Au siècle de Maupassant : Contes et nouvelles du XIXe siècle de Jean-Daniel Verhaeghe : Mme Roguin
- 2013 : Le Sang de la vigne (série TV) : Alice de Vonnelle
- 2018 : Capitaine Marleau de Josée Dayan (épisode Le jeune homme et la mort) : Joyce Kramer
- 2020 : Meurtres à la pointe du Raz de Laurent Dussaux : Marie Leroy
- 2022 : L'Amour (presque) parfait de Pascale Pouzadoux : Anne

## Théâtre
- 1970 : L'Homme qui rit de Victor Hugo, mise en scène d'Yves Gasc
- 1970 : Malatesta d'Henry de Montherlant, mise en scène de Pierre Dux, Comédie-Française
- 1974 : L'Étourdi ou les Contretemps de Molière, mise en scène de Jean-Louis Thamin
- 1974 : L'Avare de Molière
- 1977 : On ne badine pas avec l'amour d’Alfred de Musset, mise en scène de Caroline Huppert, Théâtre des Bouffes-du-Nord
- 1984 : Duetto de Jeannine Worms, mise en scène de Yutaka Wada (d)
- 1984 : La Chasse aux dragons de Jeannine Worms, mise en scène de Yutaka Wada (d), Théâtre de l'Œuvre
- 1988 : La Vraie Vie de Tom Stoppard, mise en scène d'Andréas Voutsinás, Théâtre Montparnasse
- 1995 : L'Otage de Paul Claudel, mise en scène de Marcel Maréchal
- 1997 : Le Mari, la Femme et l'Amant de Sacha Guitry, mise en scène de Bernard Murat
- 2001 : Emy’s view de David Hare, mise en scène de Bernard Murat, Théâtre Hébertot
- 2004 : Lunes de miel de Noël Coward, mise en scène de Bernard Murat, Théâtre Édouard-VII
- 2007 : La Femme rompue de Simone de Beauvoir, mise en scène de Steve Suissa, Théâtre de l'Atelier
- 2008 : Elle est là de Nathalie Sarraute, mise en scène de Didier Bezace, Théâtre de la Commune
- 2009 : Une passion Anaïs Nin-Henry Miller conçu, écrit et mise en scène par Delphine de Malherbe, librement inspiré du journal d’Anaïs Nin, Théâtre Marigny
- 2010 : Une passion Anaïs Nin-Henry Miller, Théâtre Marigny
- 2010 : Suspection de Fabienne Renault (d), mise en scène d'Enki Bilal, Théâtre du Rond-Point
- 2012 : Fille/Mère de Diastème, mise en scène de l'auteur, Théâtre du Chêne noir
- 2014 : Le Mensonge de Florian Zeller, mise en scène de Bernard Murat, Théâtre du Jeu de Paume
- 2015 : Le Mensonge de Florian Zeller, mise en scène de Bernard Murat, Théâtre Édouard-VII
- 2021 : Fallait pas le dire ! de Salomé Lelouch, mise en scène de Ludivine de Chastenet (d), Théâtre de la Renaissance